# میرزا موسی منجم‌باشی
میرزا موسی منجم‌باشی (درگذشته ۱۲۶۵ هجری قمری) از رجال عصر قاجار و حاکم گیلان.

## زندگی

### سال های نخستین
میرزا موسی پسر میرزا محمدرضا، برادر میرزا محمدصادق منجم‌باشی و از خاندان منجم‌باشی بود که نزدیک به یک قرن حکومت گیلان را در دست داشتند. او در سال ۱۲۱۲ قمری از جانب فتحعلی شاه ماموریت یافت تا نعش آقامحمدخان را جهت دفن به نجف منتقل کند. در همان سال از جانب شاه برای مذاکره با حسینقلی خان قاجار قوانلو، برادر یاغی فتحعلی شاه، انتخاب شد و توانست حسینقلی خان را از جنگ با شاه منصرف سازد.

### در مقام حاکم و نایب الحکومه
میرزا موسی در سال ۱۲۱۸ حاکم گیلان شد و دو سال بعد نیروهای روسیه را که به فرماندهی پاول سیسیانوف به انزلی حمله کرده بودند، دفع کرد. او از سال ۱۲۲۹ تا ۱۲۳۲ از جانب حسنعلی میرزا، پسر ششم فتحعلی شاه، که به حکومت یزد منصوب شده بود، نایب الحکومه آن سامان بود. در سال ۱۲۳۲ زمانی که حسنعلی میرزا حاکم خراسان شد، میرزا موسی سمت وزارت او را یافت. در سال ۱۲۳۶ از جانب حسنعلی میرزا برای مذاکره با بنیاد خان هزاره که با ده هزار سپاه به خراسان تاخته بود و شکست خورده بود، به هرات رفت. در سال ۱۲۴۴ وزیر احمدعلی میرزا پسر نوزدهم فتحعلی شاه که به حکومت خراسان منصوب شده بود، شد و باردیگر به آن سامان رفت. او در این مدت به سبب آشنایی قبلی با خوانین و روسای طوایف آن ایالت، توانست موجبات آرامش آنجا را فراهم آورد. در سال ۱۲۴۸ وزیر محمد میرزا، ولیعهد و نوه فتحعلی شاه، شد که به حکومت خراسان منصوب شده بود و سال بعد به همراه شاهزاده با پانزده هزار نفر سپاهی برای تسخیر هرات عازم آن شهر گردید.

### سال‌های پایانی
واپسین منصب میرزا موسی، وزارت بهرام میرزا معزالدوله پسر عباس میرزا در حکومت کرمانشاه، خوزستان و لرستان بود.
پس از قتل قائم مقام فراهانی، میرزا موسی در شمار کسانی بود که احتمال می‌رفت قرعه صدارت به نامشان افتد.

## ازدواج و فرزندان
میرزا موسی در ایامی که در خراسان وزیر حسنعلی میرزا بود، سعادت بیگم دختر شاهرخ میرزا نوه رضاقلی میرزا پسر نادرشاه را به زنی گرفت و از او دو فرزند به نامهای نصراله و اسداله یافت که احتمالا صاحب فرزند نبوده‌اند.